# Família Eunômia
A família de asteroide Eunômia é um grande conjunto de asteroides tipo S. Esta família foi nomeada devido ao asteroide 15 Eunômia que por sua vez recebeu o nome da deusa da mitologia grega Eunômia. É a família mais proeminente localizada no cinturão de asteroides intermediário. Cerca de 5% de todos os asteroides do cinturão de asteroides pertencem a esta família.

## Características

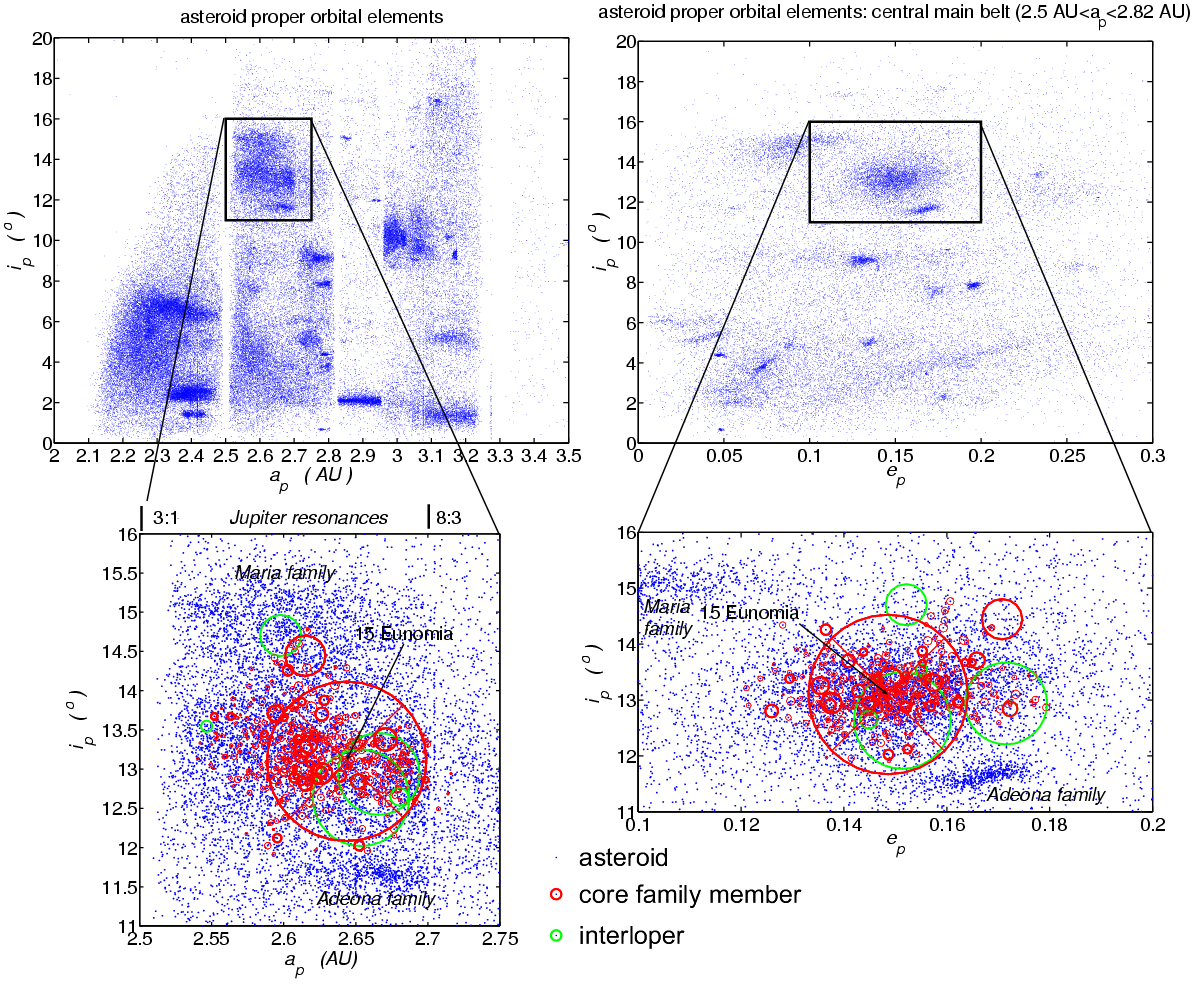
Localização e estrutura da família Eunômia.

De longe, o maior membro desta família é 15 Eunômia, o maior de todos os asteroides "rocha" do tipo S, tem de cerca de 300 km de diâmetro ao longo de seu eixo maior, ou seja ele tem um raio de 250 quilômetros, e fica perto do baricentro da família. Eunômia foi estimado para conter cerca de 70-75% da massa inicial do corpo principal original. Este tinha um diâmetro médio de cerca de 280 km, e foi destruído pelo impacto catastrófica que criou a família. É muito provável que o corpo-mãe era, pelo menos, parcialmente diferenciado, porque a superfície de Eunômia e os espectros dos membros da família mais pequenos mostram alguma variação. Não obstante, outros estudos têm indicado que o corpo que foi definitivamente destruído pelo impacto que criou a família já estava provavelmente um pouco fragmentado por colisões menores anteriores. O objeto que provocou o impacto foi, provavelmente, um asteroide menor, mas ainda muito substancial de 50 km de diâmetro (ou algo similar) que atingiu a uma velocidade de cerca de 22 000 km/h.
Os outros asteroides família Eunômia são regularmente distribuídos no espaço orbital em torno de Eunômia. O segundo maior membro identificado pela análise foi 258 Tyche de 65 km de diâmetro. No entanto, a sua órbita está localizada no extremo limite do que é considerado a área da família, e pode muito bem ser um intruso. Os maiores membros que claramente pertencem à família têm cerca de 30 km de diâmetro, com vários asteroides nesta faixa de tamanho.
Estudos espectroscópicos têm mostrado que os membros da família pode incluir uma variedade de composições notável, embora todos se mantenham dentro da classe espectral S. Como tal, eles têm geralmente uma superfície rochosa (em vez de gelo), o qual inclui silicatos e pouco níquel-ferro, e são bastante brilhante para seu tamanho.
A família contém um número relativamente grande de pequenos objetos. Como a maioria desses pequenos objetos são "corroídos" ao longo do tempo devido a colisões secundárias, perturbações gravitacionais, e o efeito de Yarkovsky, isso indica que a família Eunômia foi criada há relativamente pouco tempo (em uma escala de tempo astronômico).
A sonda espacial Cassini-Huygens voou por 2685 Masursky, um pequeno membro da família, em 2000. No entanto, a distância mínima do encontro foi de cerca de um milhão de quilômetros sendo muito grande para os detalhes da superfície ser observados.

## Intrusos
Um número de intrusos foram identificados, que partilham os mesmos elementos orbitais como os verdadeiros membros da família, mas não podem ter vindo da mesma ruptura por causa das diferenças (como, de composição) espectrais. Os seguintes intrusos foram identificados pelo estudo espectral, e também pela fiscalização dos dados do PDS asteroid taxonomy data set definidos para os membros não sendo do tipo S: 85 Io, 141 Lumen, 546 Herodias, 657 Gunlöd, 1094 Siberia, e 1275 Cimbria.